# Селезень (приток Суворощи)
Селезень (устар. Селезня) — река в России, протекает по Вязниковскому району Владимирской области. Устье реки находится в 86 км по правому берегу реки Суворощь. Длина реки составляет 12 км, площадь водосборного бассейна — 68,2 км².
Река начинается южнее деревни Михалишки в 4 км к югу от посёлка Никологоры. Течёт на юго-восток, протекает деревни Михалишки, Бурково, Ям, Климовская, Роговская, Митинская. В километре от реки стоит посёлок Октябрьский. Притоки — Узенка, Хонка (все правые). Впадает в Суворощь ниже деревни Паустово.

## Данные водного реестра
По данным государственного водного реестра России относится к Окскому бассейновому округу, водохозяйственный участок реки — Клязьма от города Ковров и до устья, без реки Уводь, речной подбассейн реки — бассейны притоков Оки от Мокши до впадения в Волгу. Речной бассейн реки — Ока.
Код объекта в государственном водном реестре — 09010301112110000033938.